# Doris Eaton
Doris Eaton, o Doris Eaton Travis, (Norfolk, 14 marzo 1904 – Commerce, 11 maggio 2010), è stata un'attrice e ballerina statunitense morta a 106 anni nel 2010, ultima delle Ziegfeld Follies.

## Biografia
Attrice di teatro e poi anche di cinema (nella sua carriera ha girato una dozzina di film), Doris Eaton Travis era una delle famose Ziegfeld Girls. Iniziò la sua carriera artistica da bambina, debuttando a Broadway all'età di 13 anni insieme alle sorelle Mary e Pearl. L'anno seguente, nel 1918, entrò a far parte delle Ziegfeld Follies, la più giovane tra le ragazze della famosa rivista, apparendo nelle edizioni del 1918, 1919 e 1920. Nel 1919, entrò anche nel cast delle Midnight Frolics. Doris non fu l'unica della famiglia Eaton ad apparire sul palcoscenico: nel 1922, lavorarono insieme in un'edizione delle Follies anche i fratelli Mary, Pearl, Doris, Joe e il piccolo Charles.
Negli anni venti e trenta, Doris recitò sia per il teatro che per il cinema.
Quando la sua carriera cominciò a declinare, lavorò come maestra di ballo, diventando molto nota a Detroit con le sue apparizioni televisive in una tv locale. Lavorò per tre decenni insieme a Arthur Murray. Poi si ritirò insieme al marito in un ranch, dove allevavano cavalli.
Negli ultimi anni, Doris Eaton Travis fu riscoperta dal pubblico come l'ultima sopravvissuta delle Ziegfeld Girl. Venne intervistata da documentaristi e scrittori. Partecipò, inoltre, a uno spettacolo di beneficenza di Broadway contro l'AIDS.

## Filmografia
- At the Stage Door, regia di Christy Cabanne (1921)
- The Call of the East, regia di Bert Wynne (1922)
- Tell Your Children, regia di Donald Crisp (1922)
- His Supreme Sacrifice (1922)
- The Broadway Peacock, regia di Charles Brabin (1922)
- High Kickers, regia di Archie Mayo (1923)
- Fashion Follies, regia di Albert Herman (1923)
- Taking the Count, regia di Francis Corby (1928)
- Jozelle jazz club (Street Girl), regia di Wesley Ruggles (1929)
- The Very Idea, regia di Frank Craven e Richard Rosson (1929)
- Reckless Decision (1933)
- Man on the Moon, regia di Miloš Forman (1999) (con il nome Doris Eaton Travis)

## Spettacoli teatrali
- Mother Carey's Chickens (1917)
- Ziegfeld Follies of 1918 (1918)
- Ziegfeld Midnight Frolic (1919)
- Ziegfeld Follies of 1920 (1920)
- No Other Girl (1924)
- The Sap (1925)
- Excess Baggage (1928)
- Cross My Heart (1928)
- Page Pygmalion (1932)
- Merrily We Roll Along (1934)